# Mustaschkungsfiskare
Mustaschkungsfiskare (Actenoides bougainvillei) är en fågel i familjen kungsfiskare inom ordningen praktfåglar.

## Utseende och läte
Mustaschkungsfiskaren är en 27 cm lång praktfull kungsfiskare med röd näbb. Nominatformen (se nedan) är övervägande rostfärgad med blått på vingar, övergump och stjärt och tydliga mustasch– och ögonstreck. Fåglar på Guadalcanal (excelsus) har svart istället för blått på strecken i ansiktet och en mycket mörkare grönaktig mantel. Före gryning och efter skymning hörs en högljudd, ringande serie: ko-ko-ko...".

## Utbredning och systematik
Mustaschkungsfiskaren förekommer i Salomonöarna och delas in i två underarter med följande utbredning:
- Actenoides bougainvillei bougainvillei – förekommer på Bougainville
- Actenoides bougainvillei excelsus – förekommer på Guadalcanal

## Status
Arten förekommer endast på två öar. Beståndet anses vara mycket litet, med färre än 10 000 vuxna individer, men eftersom den bebor mycket avlägsna skogar tros den endast minska i antal marginellt. IUCN kategoriserar den därför som livskraftig.